# Hovophileurus latus
Hovophileurus latus är en skalbaggsart som beskrevs av Roger Paul Dechambre 1976. Hovophileurus latus ingår i släktet Hovophileurus och familjen Dynastidae. Inga underarter finns listade i Catalogue of Life.